# Bactris schultesii
Bactris schultesii är en enhjärtbladig växtart som först beskrevs av Liberty Hyde Bailey, och fick sitt nu gällande namn av Sidney Frederick Glassman. Bactris schultesii ingår i släktet Bactris och familjen Arecaceae. Inga underarter finns listade i Catalogue of Life.